# Волчково (Пензенская область)
Волчково — село в Белинском районе Пензенской области России. Административный центр Волчковского сельсовета.

## География
Примыкает к городу Белинский, отделено от последнего рекой Малый Чембар.

## Население
| 1747 | 1864 | 1896  | 1911  | 1926  | 1930  | 1951 |
| ---- | ---- | ----- | ----- | ----- | ----- | ---- |
| 344  | ↗368 | ↗455  | ↗912  | ↗1164 | ↗1275 | ↘932 |
| 1959 | 1979 | 1989  | 1996  | 2002  | 2010  |      |
| ↘780 | ↗988 | ↗1186 | ↗1221 | ↘1187 | ↘1150 |      |

## История
Впервые упоминается в материалах переписи населения 1710 г. До 1917 г. в составе Крюковской и Тарховской волостей Чембарского уезда. После революции центр сельсовета. Бригада колхоза «Сталинский рассвет». В 1977 г. в черту села включен поселок Пенькозавод. В 1980-е годы — центральная усадьба колхоза «Родина Белинского».